# Ken Doherty (atleta)
Ken Doherty   (Detroit, 16 de maig de 1905 - Lancaster, 19 d'abril de 1996) fou un atleta estatunidenc, especialista en el decatló, que va competir durant les dècades de 1920 i 1930. Posteriorment exercí d'entrenador i organitzà i dirigí la Penn Relays.
Mentre estudiava a la Universitat de Michigan va guanyar el campionat estatunidenc de decatló el 1928 i el 1929. El 1928 va prendre part en els Jocs Olímpics d'Estiu d'Amsterdam, on guanyà la medalla d'or en la prova del decatló del programa d'atletisme. El 1929 va establir un nou rècord del món de decatló.
Una vegada retirat va exercir com a entrenador d'atletisme a la Universitat Princeton (1929-1930), la Universitat de Michigan (1930-1948) i la Universitat de Pennsilvània (1948-1957). També va dirigir els Penn Relays, la competició d'atletisme més antiga i amb més participants dels Estats Units, entre 1956 i 1969; així com la primera trobada atlètica entre els Estats Units i la Unió Soviètica el 1959. També va publicar nombrosos articles i diversos llibres sobre entrenament d'atletisme. El seu Track & Field Omnibook va ser considerat com "la bíblia de l'entrenador de pista" des dels anys setanta fins als noranta.
Ha estat inclòs en almenys sis salons de la fama esportiva, incloent-hi el National Track and Field Hall of Fame i els de les Universitats de Pennsilvània i de Michigan.